# 温州大桥
温州大桥也称为温州瓯江二桥是一座横跨瓯江和七都岛的大桥，由主跨为270米的瓯江北汊桥、七都岛高架桥和南汊桥组成，于1998年5月26日通车。